# かいじゅうのうた
「かいじゅうのうた」は、原由子の楽曲。自身の8作目のシングルとして、タイシタレーベルから7インチレコード・8cmCDで1989年4月26日に発売された。
1998年2月25日に8cmCDで再発売されている。2016年12月12日からは主要配信サイトにてダウンロード配信、2019年12月20日からはストリーミング配信が開始されている。

## 背景
前作「ガール(GIRL)」から約1年ぶりとなる作品。

## 収録曲
- 収録時間：8:11[5]

1. かいじゅうのうた (3:55)
（作詞・作曲：原由子 / 編曲：矢口博康）
フジテレビ系子供向け番組『ひらけ!ポンキッキ』挿入歌。
母親となった原が母親の気持ちを素直に表現して書いた楽曲に仕上がっている[4]。
2. 星のハーモニー (4:15)
（作詞・作曲：原由子 / 編曲：小林武史）
映画『トキメキソーラーくるまによん』主題歌。また、フジテレビ系『ひらけ!ポンキッキ』挿入歌。
本作のカップリング曲であるが、次作でもカップリング曲になっている。

## 参加ミュージシャン
- かいじゅうのうた
  - 原由子:Vocals
  - 門倉聡:Keyboards
  - 菅原弘明:Computer Operation
  - ブラボー小松:Guitars
  - 塚田嗣人:Guitars
  - Bobby Watson:Bass
  - 松田弘:Drums
  - 朝本千加:Sax
  - 沢村充:Sax
  - 矢口博康:Sax
- 星のハーモニー
  - 原由子:Vocals
  - 小林武史:Keyboards
  - 藤井丈司:Computer Operation
  - 桑田佳祐:Backing Vocals

## 収録アルバム
| 曲名             | 作品名 | 備考                       |
| ---------------- | ------ | -------------------------- |
| かいじゅうのうた | MOTHER |                            |
| 星のハーモニー   | MOTHER | アルバムバージョンで収録。 |